# كلوستريديوم بحيرة فريكزل
مطثية بحيرة فريكزل أو كلوستريديوم بحيرة فريكزيل (نسبة إلى بحيرة فريكزيل في أنتاركتيكا حيث تم عزل السلالة) (الاسم العلمي:Clostridium lacusfryxellense) هي نوع من البكتيريا تتبع جنس المطثية من فصيلة نظيرات المطثية.